# أدريان رينيه فرانشيه
أدريان رينيه فرانشيه (1834-1900) (بالإنجليزية: Adrien René Franchet) هو عالم نبات فرنسي.